# PQ-10靶機
Culver PQ-10是一款由卡爾弗飛機公司設計的無人靶機。該無人機於1941年設計，但在飛機尚未試飛之前，該項目就被取消了。

## 發展
美國陸軍航空軍於1941年訂購XPQ-10原型機，該機型源自卡爾弗飛機自家民用產品Culver Model MR。XPQ-10是一款高翼單翼機，配備兩具富蘭克林0O-300對置發動機和固定式三輪起落架。雖然陸軍原先計劃量產PQ-10系列，但在XPQ-10完工之前，該項目就被取消了。